# MuseumsQuartier

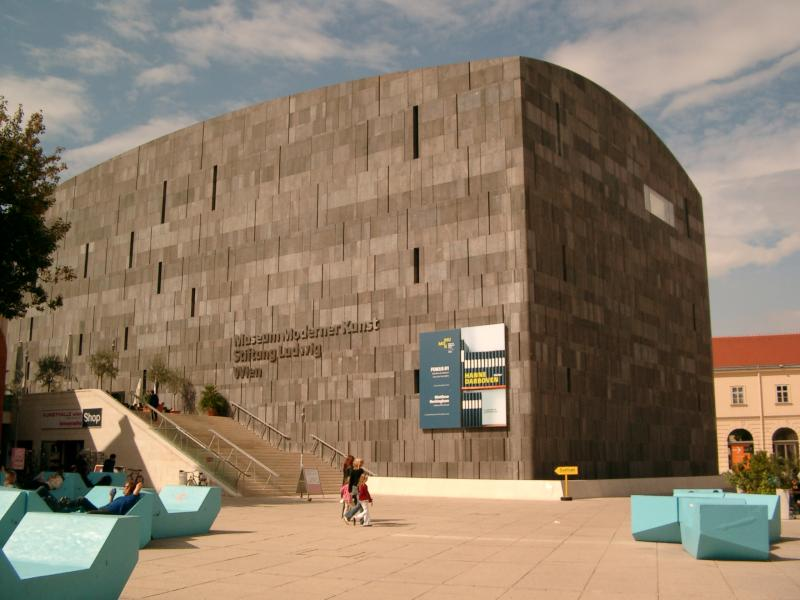
O Museu de Arte Moderna é uma parte da Museumsquartier

O Museumsquartier (MQ) é uma área de 60.000 metros quadrados no Sétimo Distrito da cidade de Viena, Áustria. É a oitava maior área cultural existente no mundo, contendo arquitetura barroca e edifícios diversos tais como o MUMOK, que se destacam pela sua arquitetura contemporânea desenhada pelos arquitetos Laurids e Manfred Ortner. A renovação de seu interior foi iniciada em Abril de 1998. Três anos depois, o Museumsquartier foi aberto em duas fases: uma em junho e outra em setembro. O custo total das construções era de 150 milhões de euro (dois bilhões de Schilling). O MQ (seu apelido) é lar de uma variedade de largos e grandes museus como o Leopold Museum e o MUMOK e de espaços de exibição de mostras de obras de arte contemporânea como o Kunsthalle Wien e de festivais como Wiener Festwochen.
Ainda, o Museumsquartier inclui em seu interior o Tanzquartier, um renomado centro de dança internacional, o Architektur Zentrum Wien, estúdios de produção de nova mídia, estúdios de arte, centros artísticos desenhados especialmente às crianças e uma variedade de outros eventos e festivais como o conhecido festival de cinema Viennale, o Festival Internacional de Dança ImPulsTanz Vienna, entre outros. O Museumsquartier, além do mais, é lar do quartier21, que elenca inúmeros grupos de arte alternativa.

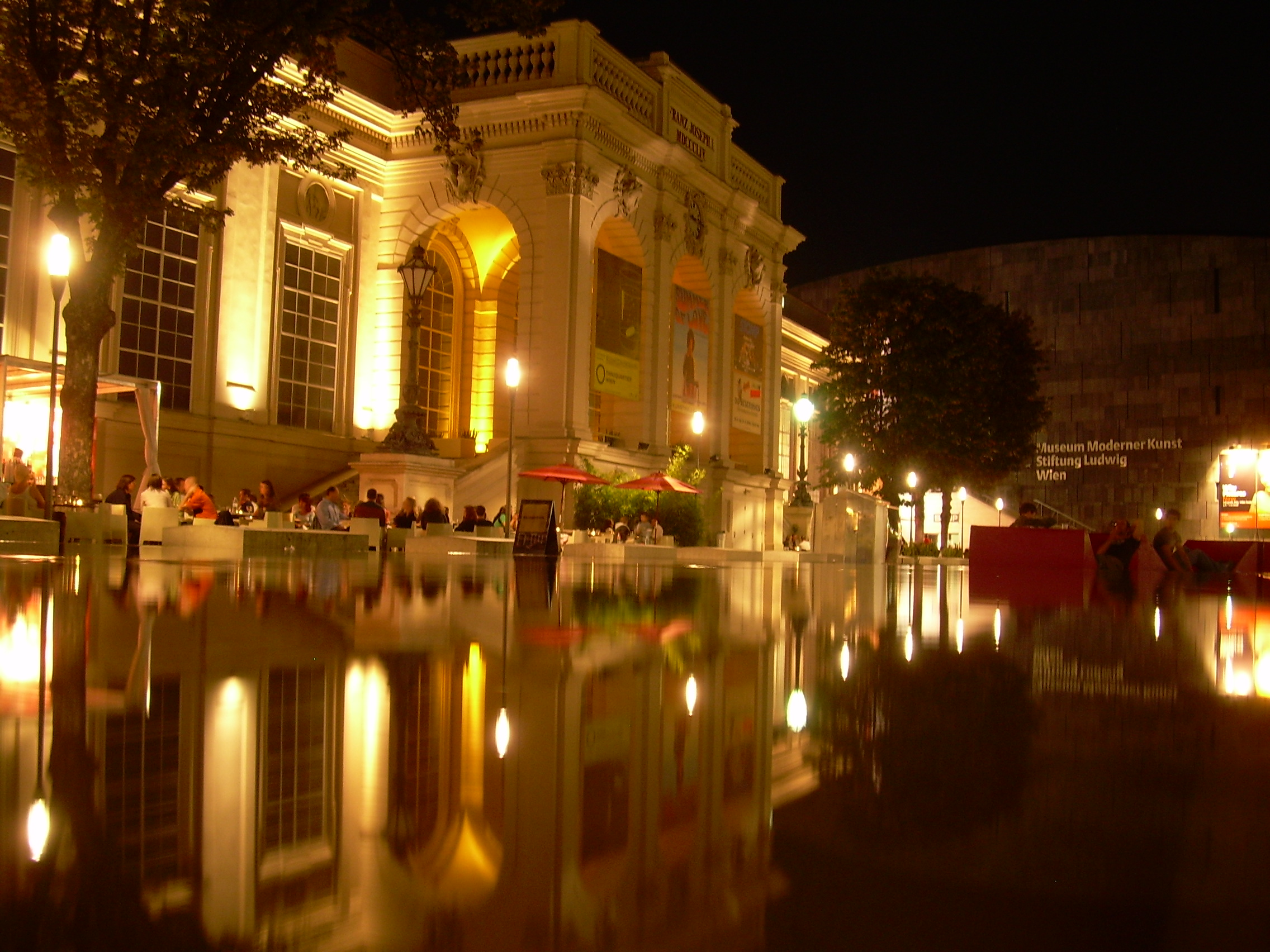
Vida noturna no MuseumsQuartier

## Instituições
- MUMOK
- Leopold Museum
- Kunsthalle Wien
- ZOOM Kindermuseum
- Tanzquartier
- Architekturzentrum Wien
- quartier21
  - monochrom
  - Quintessenz
  - 5uper.net
  - PLAY.FM
  - etc.